# Klockarebackens kapell
Klockarebackens kapell är beläget i Höör, på Klockarebackens kyrkogård. Kapellet ritades 1969 av arkitekten Bernt Nyberg efter en allmän arkitekttävling där han erhållit andra pris. Kapellet invigdes av biskopen Martin Lindström den 16 december 1972.
Byggnaden är uppförd i brutalismens anda i mörkt handslaget mangantegel från Helsingborgs Ångtegelbruk; därtill rå betong, cortenstål och glas. Kapellets har en kärv estetik och en stram och enkel karaktär.  Ljusets ständiga spel över väggarna i ceremonirummet skapar tillsammans med dess asymmetriska uppläggning ett spänningsfyllt rum. Genom fönstersättningen och takljus har Nyberg på ett symboliskt sätt introducerat tiden i gravkapellet och skapat något av ett solur. Byggnaden är på ett för Nyberg typiskt sätt komponerad med enkla geometriska förhållanden, som exempelvis kvadraten, mellan byggnadens olika delar och rum. 
Nybergs viktigaste inspirationskälla var vännen och arkitektkollegan Sigurd Lewerentz och kapellet bär ett starkt släktskap med Lewerentz senare verk.
Det mörka teglet och den råa betongen kan ge ett något dystert intryck men byggnadens ljusföring, harmoni och renhet kan ge en känsla av hoppfullhet och förtröstan inför mötet med döden.
Bernt Nyberg har sin grav på kyrkogården, alldeles intill kapellet. Kyrkogården gränsar i väster mot Stenskogen.